# Christian de Waldner
Pour les articles homonymes, voir Waldner.
Christian de Waldner de Freundstein (22 janvier 1908 à Paris 8e - 21 février 1990 à Paris 16e) est un ancien président-directeur général d'IBM France.

## Biographie

### Jeunesse et études
Christian de Waldner suit ses études secondaires au lycée de Tours. Il est diplômé de la faculté de droit de Paris et de l'École libre des sciences politiques.

### Parcours professionnel
Il est entré chez IBM France en 1934. Il en devint le président directeur général en 1952 et le restera jusqu'en 1960. On portera notamment à son crédit la requête du mot ordinateur, proposé en 1955 par le professeur Jacques Perret, en réponse à sa demande.
Christian de Waldner a accompagné toute la période dite de l'édification d'IBM France.
Il est également administrateur d'Ascinter-Otis, de la société America Valor et de Simotra.
Il devient vice-président de la Chambre syndicale de la mécanique de haute précision en 1967.